# 川島町三ツ島
川島町三ツ島（かわしまちょうみつじま）は、徳島県吉野川市の大字。郵便番号は〒779-3307。

## 地理
吉野川市の北部に位置。東は川島町児島、西は帯状に細く入り込んだ川島町学を隔てて山川町、南は川島町学の北久保・辻に、北は吉野川を挟んで阿波市に接する。
地内にある住吉神社は細川勝元ゆかりの神社で、藍商が寄進した大灯籠がある。

### 河川
- 吉野川

### 小字
- 一里松
- 北新田
- 新田
- 道南
- 堂
- 長塚
- 水沼野
- 森

## 歴史
- 2004年（平成16年）10月1日 - 麻植郡川島町が鴨島町・山川町・美郷村と合併して吉野川市となり、現在の町名となる。

## 施設
- 日本フネン本社
- ケーブルネットおえ本社
- 住吉神社
- 蓮光寺 - 阿波北方二十四輩霊場6番札所

## 交通

### 道路
国道
- 国道192号

都道府県道
- 徳島県道125号市場学停車場線
- 徳島県道244号山川川島線

### 橋梁
- 阿波麻植大橋 - 吉野川。徳島県道125号市場学停車場線。